# Lista över företag på Stockholmsbörsen – stora företag
Lista över företag på Stockholmsbörsen – stora företag förtecknar företag med minst en aktieserie, som är noterad på Stockholmsbörsens lista för Stora bolag (uppdaterad 1 juli 2025). Företag markerade med * ingår i indexet OMXS30.

- AAK
- ABB Ltd*
- Addlife
- Addnode Group
- Addtech*
- AFRY
- Alfa Laval*
- Alleima
- Alvotech
- Arion Banki
- Asker Healthcare
- Asmodee Group
- Assa Abloy*
- Astra Zeneca*
- Atlas Copco*
- Atrium Ljungberg
- Autoliv
- Avanza Bank Holding
- Axfood
- Balder
- Beijer Ref
- Betsson
- Better Collective
- Bilia
- Billerud
- Bioarctic
- Biotage
- Boliden*
- Bonesupport Holding
- Bravida Holding
- Bure Equity
- Camurus
- Castellum
- Catena
- Corem Property Group
- Dometic Group
- Electrolux
- Electrolux Professional
- Elekta
- Embracer Group
- Engcon
- Epiroc*
- EQT*
- Ericsson*
- Essity*
- Evolution*
- Fabege
- Fastpartner
- Fenix Outdoor
- Fortnox
- Getinge
- Gränges
- Hacksaw
- Handelsbanken*
- Hemnet Group
- Hennes & Mauritz*
- Hexagon*
- Hexpol
- HMS Networks
- Holmen
- Hufvudstaden
- Husqvarna
- Industrivärden*
- Indutrade
- International Petroleum Corp.
- Investor*
- JM
- Kinnevik
- Lagercrantz Group
- Latour
- Lifco*
- Lindab
- Loomis
- Lundbergföretagen
- Lundin Gold
- Lundin Mining Corporation
- Medicover
- Mips
- Munters
- Mycronic
- NCAB Group
- NCC
- New Wave
- Nibe Industrier*
- Nolato
- Nordea Bank*
- Nordnet
- NP3 Fastigheter
- Nyfosa
- OEM International
- Pandox
- Peab
- Röko
- Saab*
- Sagax
- Sampo
- Sandvik*
- SCA*
- SEB*
- Sectra
- Securitas
- Sinch
- Skanska*
- SKF
- SSAB
- Stora Enso
- Storskogen Group
- Sweco
- Swedbank*
- Swedish Orphan Biovitrum
- Systemair
- Tele2*
- Telia*
- Thule Group
- Tietoevry
- Traton
- Trelleborg
- Troax Group
- Truecaller
- Vimian Group
- Vitec Software Group
- Vitrolife
- Volvo*
- Volvo Cars
- Wallenstam
- Wihlborgs Fastigheter
- Yubico